# プラメン・コンスタンティノフ
プラメン・コンスタンティノフ（ブルガリア語: Пламен Георгиев Константинов、1973年6月14日 - ）は、ブルガリアの男子バレーボール選手、指導者。元ブルガリア代表。

## 来歴
ソフィア出身。1986年、ブルガリアリーグのレフスキ・ソフィアへ入団。スラヴィア・ソフィアでのプレーを経て、イタリア、ギリシャ、トルコのクラブへ移籍。1999年から5年間はギリシャリーグの5つのクラブでプレーし、イラクリス、オリンピアコス、パナシナイコスでリーグ優勝を経験した。2004年からフランス、イタリア、ポーランド、ロシアのクラブを渡り歩き、2007年にイラクリスへ復帰すると、翌年ギリシャリーグで通算5度目の優勝を飾った。ギリシャリーグでは年間最優秀選手に2度選ばれている。
ブルガリア代表に選出されて以来、ナショナルチームの中心選手として活躍し、23歳の時に1996年アトランタオリンピックに出場。世界選手権には3度出場し、2006年世界選手権ではキャプテンとしてチームを牽引し、20年ぶりの銅メダル獲得に貢献した。翌2007年ワールドカップでも銅メダルを獲得し、自身にとって2度目となる2008年北京オリンピックに出場した。
2014年7月8日、ブルガリア代表監督に就任した。2018年に退任するが、2023年に再度務めた。

## 球歴
ナショナルチーム代表歴
- オリンピック - 1996年（7位）、2008年（5位）
- 世界選手権 - 1998年（7位）、2002年（13位）、2006年（銅メダル）
- ワールドカップ - 2007年（銅メダル）
- ワールドリーグ - 2003年、2004年、2005年、2006年、2007年、2008年

クラブチーム優勝歴
- ギリシャリーグ - 1997年、2002年、2003年、2004年、2008年

## 所属クラブ
- VCレフスキ・ソフィア （1986-1995年）
- VCスラヴィア・ソフィア （1995-1996年）
- ジョーイア・デル・バレー （1995-1996年）
- アリス・テッサロニキ （1996-1997年）
- ハルクバンク・アンカラ （1997-1999年）
- オレスティアダ （1999-2000年）
- PAOKテッサロニキ （2000-2001年）
- イラクリス・テッサロニキ （2001-2002年）
- オリンピアコス （2002-2003年）
- パナシナイコス （2003-2004年）
- トゥールVB （2003-2004年）
- ガベカ・モンティキアーリ （2004-2005年）
- ヤストシェンブスキ・ヴェンギェル（2005-2006年）
- ガスプロム・ユグラ・スルグト（2006-2007年）
- イラクリス・テッサロニキ （2007-2009年）

## 指導歴
- ズィラート・バンカス・アンカラ（2010-2011年）
- ガスプロム・ユグラ・スルグト（2011-2012年）
- グベールニヤ・ニジニ・ノヴゴロド（2012年）
- バレーボールブルガリア男子代表（2014-2018年）
- ロコモティフ・ノヴォシビルスク（2016-2023年）
- バレーボールブルガリア男子代表（2023年）